# Superhéroe (álbum)
Superhéroe son dos discos compactos editados en 1999 que agrupan más de 25 años de trabajo del músico argentino Charly García. Se escuchan aquí el intimista "Yendo de la cama al living" y el eufórico "Nos siguen pegando abajo". Sin omitir el surrealismo funk de "Peluca telefónica", una suerte de cadáver exquisito junto a Pedro Aznar y Luis Alberto Spinetta. Un Charly García con más compromiso político asoma en canciones como "Inconsciente colectivo", "Los dinosaurios", "Canción de Alicia en el país" y "No bombardeen Buenos Aires". Fue relanzado en el año 2006, esta vez junto con el DVD Charly García Oro de 1995.

## Lista de canciones

### CD 1
1. Nos siguen pegando abajo
2. Mientras miro las nuevas olas
3. Yendo de la cama al living
4. Yo no quiero volverme tan loco
5. Cinema verité
6. Los dinosaurios
7. Superhéroes
8. Dos cero uno (transas)
9. Rap del exilio
10. No se va a llamar mi amor
11. Ojos de video tape
12. Canción de Alicia en el país
13. Eiti Leda (vivo)
14. Piano bar
15. Cuchillos

### CD 2
1. Inconsciente colectivo
2. No me dejan salir
3. Peperina
4. Demoliendo hoteles
5. Bancate ese defecto
6. Seminare (vivo)
7. Promesas sobre el bidet
8. Raros peinados nuevos
9. Peluca telefónica (García/Aznar/Spinetta)
10. No bombardeen Buenos Aires
11. No llores por mí, Argentina (vivo)
12. Rezo por vos (García/Spinetta)
13. Chicas muertas
14. Cerca de la revolución
15. Terapia intensiva

- Todas las canciones pertenecen a Charly García, excepto donde se indica.

- Datos: Q6135887